# Beverley Anderson-Abbs
Pour les articles homonymes, voir Anderson.
Beverley Anderson-Abbs est une athlète canadienne née le 15 avril 1964 à Calgary. Spécialiste de l'ultra-trail, qu'elle a commencé en 2001, elle a notamment remporté la Vermont 100 Mile Endurance Run en 2006, la Way Too Cool 50K Endurance Run en 2007 et la Javelina Jundred en 2009.

## Résultats
| no  | féminin            | Course             | Longueur | Départ          | Temps            |
| --- | ------------------ | ------------------ | -------- | --------------- | ---------------- |
| 14e | Médaille d'argent  | Way Too Cool 50K   | 50 km    | 12 mars 2005    | 04 h 14 min 55 s |
| 14e | Médaille d'argent  | American River 50  | 50 mi    | 2 avril 2005    | 07 h 07 min 43 s |
| 15e | Médaille d'argent  | Miwok 100K         | 100 km   | 30 avril 2005   | 09 h 44 min 55 s |
| 15e | Médaille d'argent  | Western States 100 | 100 mi   | 25 juin 2005    | 19 h 16 min 25 s |
| 17e | Médaille de bronze | Miwok 100K         | 100 km   | 6 mai 2006      | 09 h 28 min 40 s |
| 9e  | Médaille d'argent  | Western States 100 | 100 mi   | 24 juin 2006    | 20 h 10 min 36 s |
| 2e  | Médaille d'or      | Vermont 100        | 100 mi   | 22 juillet 2006 | 16 h 52 min 33 s |
| 18e | Médaille d'or      | Way Too Cool 50K   | 50 km    | 10 mars 2007    | 04 h 07 min 52 s |
| 14e | Médaille de bronze | Miwok 100K         | 100 km   | 5 mai 2007      | 09 h 47 min 07 s |
| 13e | Médaille d'argent  | Western States 100 | 100 mi   | 23 juin 2007    | 19 h 31 min 18 s |
| 34e | Médaille d'argent  | Way Too Cool 50K   | 50 km    | 8 mars 2008     | 04 h 07 min ?? s |
| 14e | Médaille d'argent  | Miwok 100K         | 100 km   | 3 mai 2008      | 09 h 42 min 55 s |
| 31e | Médaille d'argent  | Way Too Cool 50K   | 50 km    | 14 mars 2009    | 04 h 17 min 15 s |
| 17e | Médaille de bronze | Western States 100 | 100 mi   | 27 juin 2009    | 19 h 53 min 14 s |
| 5e  | Médaille d'or      | Javelina Jundred   | 100 mi   | 31 octobre 2009 | 18 h 48 min 05 s |
| 30e | Médaille d'argent  | Way Too Cool 50K   | 50 km    | 13 mars 2010    | 04 h 29 min 41 s |